# Martas fly
Martas fly är en sjö i Filipstads kommun i Värmland och ingår i Göta älvs huvudavrinningsområde. Martas fly ligger i Brattforsheden Natura 2000-område.